# علم المحيطات
علم المحيطات أو علم البحار أو الخِضَامَة هو الفرع من علم الأرض الذي يدرس المحيطات. يغطي علم المحيطات طيف واسع من المواضيع بما فيها علم الأحياء البحرية، ديناميك الأنظمة البيئية، التيارات البحرية، الأمواج، تكتونيات الصفائح، وجيولوجيا قيعان البحار، بالإضافة إلى دراسة تدفق المواد المختلفة في المحيطات.

## أصل التسمية
أول من استعمل عبارة (علم البحار) هو البحار المسلم ابن ماجد، وقد ادعى الرومان ذلك بنسبة هذه العبارة لـ(لويجي فرناندو مرسيلي) 1730، كما ادعاها الإنجليز للسير (جون مرى) 1875 ورآها الأميركيدون لـ(ماتيوس ماوري) 1873.

## مجال دراسة علم المحيطات
يتعامل علم المحيطات مع المحيطات بكل سماتها من حيث تحديد مدى هذه المحيطات وعمق مياهها، علم الأحياء البحرية وكيفية استغلالها. ويفسر علم فيزياء المحيطات الحالة الطبيعية لها وخصوصا توزيع المياه وأساس تكونها والتيارات المائية الموجودة فيها.
وعلم المحيطات هو ليس منهجا علميا قائم بذاته، بل تطبيقا موازيا لكثير من العلوم المتعلقة بالمحيطات. ويتناول علم المحيطات بصفة اشمل النواحي الفيزيائية (الطبيعية) والكيميائية والبيولوجية والجيولوجية علاوة على النواحي الأخرى المتعلقة بالظواهر الجوية لعالم البحار.
وقد مكن التقدم العلمي والتكنولوجي علماء البحار والمكتشفين من إلقاء الضوء على كثير من أسراره الغامضة، بل ساهم تطور الأجهزة الميكانيكية والإلكترونية في تمهيد الطريق نحو جمع البيانات والعينات من الأعماق السحيقة للبحار والمحيطات بدرجة متناهية من الدقة، كما ساهم التوسع في استخدام تقنيات الاستشعار عن بعد، والتصوير الجوي، والصور الملتقطة عبر الأقمار الصناعية في أغراض البحث والتحري لعالم البحار لاسيما بعد اختراع الكابينات الغاطسة المقاومة لضغط المياه التي يمكنها النزول إلى أعماق تصل إلى (11.000) متر تحت سطح الماء، وتعمل آلات التصوير الذاتية تحت سطح الماء على تزويد المهتمين بمعلومات وافية حول طبيعة قاع البحر، والكائنات القاعية، والتيارات البحرية في الأعماق تجنبا للمخاطر الناجمة عن الغوص إلى الأعماق السحيقة.

## فروع علم المحيطات
يمكن تقسيم دراسة علم المحيطات إلى عدة فروع، تعكس هذه الفروع حقيقة أن الكثير من علماء المحيطات تعلموا أساساً في علوم دقيقة أو رياضيات ثم نقلوا اهتمامهم إلى تطبيق معارفهم ومهاراتهم وقدراتهم متعددة التخصصات إلى علم المحيطات.

### بيولوجيا بحرية
أو علم المحيطات البيولوجي، وهو دراسة النباتات والحيوانات والميكروبات (biota) في المحيطات وتفاعلاته البيئية و دراسة العوالق البحرية الحيوانية ( zooplankton) و النباتية ( phytoplankton).

### علم المحيطات الكيميائي
أو الكيمياء البحرية، وهو دراسة كيمياء المحيط وتفاعله الكيميائي مع الغلاف الجوي. و اشهر مواضيعه دراسة املاح البحار التي تحوي كلوريد الصوديوم ( ملح الطعام ) و السلفات و المغنسيوم و الكالسيوم و البروم و غيرها

### جيولوجيا البحرية
أو علم المحيطات الجيولوجي، وهو دراسة جيولوجيا قاع المحيط وتتضمن تكتونيات الصفائح.

### علم المحيطات الفيزيائي
يدرس خصائص المحيط الفيزيائية بما فيها هيكل الحرارة-الملوحة، الخلط، الأمواج، المد والجزر والتيارات.

### هندسة بحرية
وتتضمن تصميم وإنشاء أرصفة إنتاج النفط والسفن والموانئ والمنشآت الأخرى التي تمكـّن من الإستغلال الرشيد للمحيط.

## علم البحار عند العرب
لقد كان للعرب شهرة واسعة في العلوم البحرية خاصة في المحيط الهندي حيث كانت تجري مراكبهم بين شواطئ الهند والصين والجزر البعيدة وشواطئ إفريقيا والجزيرة العربية، لنقل التوابل والحرير ومنجات تلك البلاد، وقد عرفت أوروبا هذه المنتجات عبر التجارة العربية.